# Муниципалитет города Пхукет

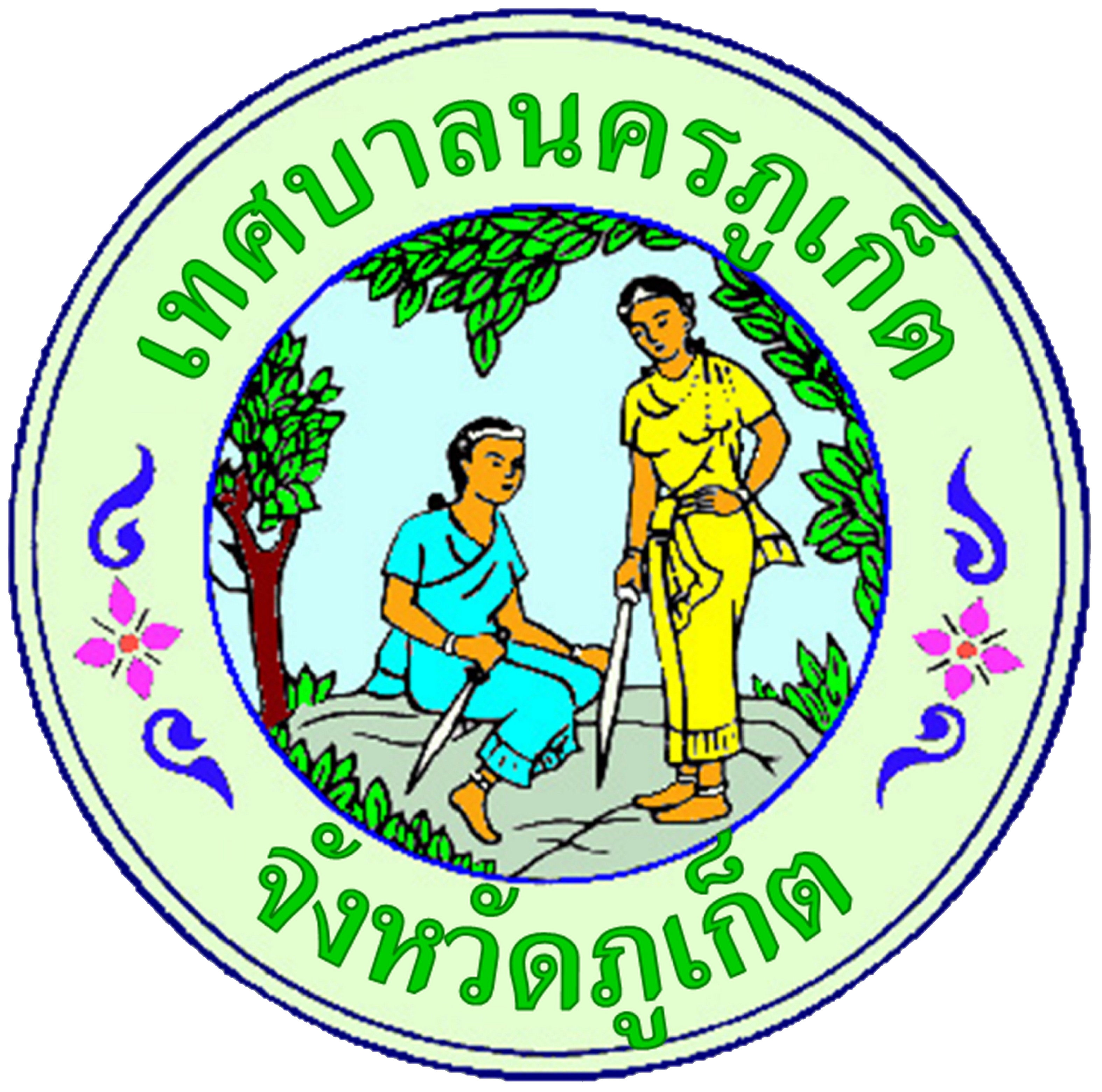
Герб Пхукета

Муниципалитет города Пхукет — государственный институт, управляющий г. Пхукет, относится к местному самоуправлению. Современный юридический вид он приобрел в 1935 после издания Королевского указа об учреждении Муниципалитета Пхукета. Под ведомством Муниципалитета находится территория, состоящая из двух подрайонов (тамбонов): Талат Яй (8 км²) и Талат Нуеа (4 км²).

## Расположение
Nakhon Phuket Municipal Office 52/1 Narison Soi 4, Amphoe Mueang Phuket, Phuket, 83000

## История

### Расположение
Сначала Муниципалитет города Пхукет располагался в нынешней школе для девочек Пхукета. Из-за плохого состояния здания в 1940 году он был переведен в официальную резиденцию губернатора, которая в настоящее время является школой Фибун Саватде. В 1947 году офис был перемещен в Строительный техникум (School of Masonry). В 1956 было построено новое здание Муниципалитета. Однако со временем стало очевидно, что это здание слишком мало и поэтому были достроены два крыла здания.

### Мэры города[3]
- Сомджай Сувансупана (สมใจ สุวรรณศุภพนา) - с 10 июля 2012 года по настоящее время
- Сомджай Сувансупана (สมใจ สุวรรณศุภพนา) - 9 июня 2008 г. по 10 мая 2012 года
- Сомджай Сувансупана (สมใจ สุวรรณศุภพนา) - 30 июня 2004 г. по 3 апреля 2008 года
- Лейтенант Бхумибол Гонконг Джейд (ร้อยโทภูมิศักดิ์ หงษ์หยก) - 4 января 2000 года по 24 декабря 2003 года
- Лейтенант Бхумибол Гонконг Джейд (ร้อยโทภูมิศักดิ์ หงษ์หยก) - 30 ноября 1995 года до 3 января 2000 года
- Лейтенант Бхумибол Гонконг Джейд (ร้อยโทภูมิศักดิ์ หงษ์หยก) - 18 октября 1990 года по 29 ноября 1995 года
- Атитун Сирирой (นายอติ ธารสิริโรจน์) - 21 августа 1985 года по 17 октября 1990 года
- Касем Сутангул (นายเกษม สุทธางกูร) - 1 июля 1980 г. по 20 декабря 1985 года
- Касем Сутангул (นายเกษม สุทธางกูร) - 18 ноября 1975 года по 30 июня 1980 года
- Санга Осотспа (นายสง่า โอสถสภา) - 13 ноября 1975 года по 17 ноября 1975 года
- Касем Сутангул (นายเกษม สุทธางกูร) - 1 января 1975 года - 12 ноября 1975 года
- Майтри Бунхэм (นายไมตรี บุญสูง) - 23 декабря 1972 года по 31 декабря 1974 года
- Майтри Бунхэм (นายไมตรี บุญสูง) - 30 января 1968 года по 22 декабря 1972 года
- Чалонг Вачаракорн (นายฉลอง วัชรากร) - 1 марта 1962 года по 25 октября 1967 года
- Винья Ангканарак (นายวิญญู อังคณารักษ์) - 2 января 1962 года до 1 марта 1962 года
- Тэим Таинтай (เติม ตัณทัยย์) - 26 июня, 1958 г. по 24 ноября 1959 года
- Силп Бооньячакорн (นายศิลป์ บุญยขจร) - 5 ноября 1955 года - 26 июня 1958 года
- Китти Таньяванич (นายกิตติ ตัณฑวานิช) - 10 марта 1953 года по 22 мая 1954 года
- Вират Хонг Джейд (นายวิรัช หงษ์หยก) - 27 октября 1950 г. по 18 февраля 1953 года
- Чалермчай Чанчанпен (เฉลิมชัย ท.จันทร์เพ็ญ) - 20 октября 1946 года по 16 октября 1950 года
- Тэим Таинтай (เติม ตัณทัยย์) - 2 октября 1945 года по 18 марта 1946 года
- Гуань Хуан Туан (กวนฮก ตัณทัยย์) - 1 мая 1940 года по 15 июля 1944 года
- Сван Малакан (สว่าง มาลกานนท์) - 20 июля 1939 года по 30 марта 1940 года
- Сван Малакан (สว่าง มาลกานนท์) - 12 апреля 1937 года - 10 июня 1939 года
- Сван Малакан (สว่าง มาลกานนท์) - 24 ноября 1936 года по 5 апреля 1937 года
- Сван Малакан (สว่าง มาลกานนท์) - 3 февраля 1935 года по 15 марта 1936 года

## Собственность и деятельность
В собственности Муниципалитета сегодня имеется такая недвижимость:
- Офисное здание Муниципалитета
- Два официальных здания для городского главы (мера) и для городской казны
- Пожарная станция
- Два коммерческих многоцелевых здания

Согласно официальному сайту выделены следующие основные направления работы Городского муниципалитета:
1. Развитие сферы образования
2. Управление природными ресурсами и забота об экологической обстановке
3. Улучшение работы сферы государственных услуг Улучшение инфраструктуры города
4. Улучшение работы здравоохранения, развитие культуры и морали, содействие счастью граждан
5. Экономическое развитие города
6. Содействие внедрению «зеленых» технологий
7. Создание «Зоны экономического развития»
8. Сохранение исторической самобытности и культуры

## Структура власти и чиновники
Структура городского Муниципалитета:
Мэр:
Сомджай Сувансупана (Somjai Suwansupana, สมใจ สุวรรณศุภพนา)  
Заместители мэра:
- Кави Тунсукатанун (Kawee Tunsukatanun, กวี ตันสุคตานนท์),
- Сомчит Суттангкулл (Somchit Suttangkull สมจิตต์ สุทธางกูร),
- Таворн Жирапаттанасопон (Tavorn Jirapattanasopon , ถาวร จิรพัฒนโสภณ)

Городской секретарь (казначей):
Таватчай Тонгманг (Tawatchai Tongmang, ธวัชชัย ทองมั่ง)
Заместитель городского секретаря: Чутима Санитпрам (Chutima Sanitpram, ชุติมา สนิทเปรม)
Председатель городского совета: Понг Синг На Накорн (Pong Sing Na Nakorn,นายพงษ์สิงห์ ณ นคร) 
Заместитель председателя городского совета: Висут Промтун (Wisut Promthong,นายวิสุทธิ์ พรหมทอง)
Начальники отделов:
1. Департамент водоснабжения - Вичиан Чансири (นายวิเชียร จันทร์ศิริ) [10]
2. Внутренняя аудиторная служба - Ватчаван Вайявунгсакул (นางวัชรวัลย์ ไวทยวงศ์สกุล) [11]
3. Департамент социального благополучия - Пирапонг Сутин (พีรพงศ์ สุทธินุ่น) [12]
4. Департамент здравоохранения - Ниттайя Панджамисуан (น.ส.นิตยา ปัญจมีดิถี) [13]
5. Финансовый отдел - Читти Кью (นางจิตตี แก้วห่อทอง) [14]
6. Технический отдел - Криангсат Чучатпонг (นายเกรียงศักด์ ชูชาติพงษ์) [15]
7. Департамент техники и планирования - Луанг (นางสาวดวงเดือน นกทวี) [16]
8. Отдел образования - Ампай Чан (นางอำไพ จันทร์เงิน) [17]
9. Департамент здравоохранения - Вина Пикульфол (นางวินา พิกุลผล) [18]
10. Офис городской службы - Праном Тонсакул (นางประนอม ตันสกุล) [19]
11. Заместитель городского секретаря (казначея) - Чутима (นางสาวชุติมา สนิทเปรม) [20]
12. Отдел социального обеспечения - Пирапонг Сутин (พีรพงศ์ สุทธินุ่น) [12]